# Закон Рубнера
Зако́н пове́рхні Ру́бнера — виділення тепла організмом прямо пропорційне поверхні тіла; відношення теплопродукції до поверхні тіла є величиною сталою і становить приблизно 1000 ккал/м²на добу, тобто інтенсивність енергетичного обміну визначається розмірами поверхні тіла (площею тепловтрати).